# SC Osterfeld 12
Der SC Osterfeld 12 (offiziell: Spielclub Osterfeld 12 e.V.) war ein Sportverein aus dem Oberhausener Stadtteil Osterfeld. Die erste Fußballmannschaft spielte zwei Jahre in der höchsten niederrheinischen Amateurliga.

## Geschichte
Der Verein wurde im März 1912 gegründet. 14 Jahre später bezog der Verein den Sportplatz Kanalstraße und stieg in die seinerzeit erstklassige 1. Bezirksklasse Niederrhein auf. Drei Jahre hielt sich der Spielclub im Oberhaus, bevor die Mannschaft die Qualifikation für neu geschaffene Bezirksliga Niederrhein verpasste. Nach der Einführung der Gauligen rutschte der Spielclub in die Kreisklasse ab, schaffte es aber von 1934 bis 1938 in die zweitklassige Bezirksklasse. Zwischenzeitlich wurde der SC Osterfeld vom Nationalspieler Ernst Kuzorra trainiert.
Nach dem Ende des Zweiten Weltkrieges sicherten sich die Osterfelder 1947 und 1950 jeweils die Vizemeisterschaft in der Bezirksklasse hinter dem Duisburger FV 08 bzw. dem 1. FC Bocholt. Erst 1951 gelang der Aufstieg in die Landesliga, die seinerzeit höchste Amateurliga am Niederrhein. Nach zwei Jahren ging es zurück in die Bezirksklasse. Der Wiederaufstieg in die Landesliga gelang im Jahre 1956. Da gleichzeitig die Verbandsliga Niederrhein eingeführt wurde, war die Landesliga nur noch die zweithöchste Amateurliga. Größter sportlicher Erfolg der Nachkriegszeit war die Vizemeisterschaft in der Landesligasaison 1959/60 hinter dem BV Altenessen 06. Schon zwei Jahre später ging es für die Osterfelder zurück in die Bezirksklasse.
Es dauerte bis ins Jahr 1972, bis die Osterfelder zum dritten Mal in die Landesliga aufsteigen konnten. Nach dem knapp geschafften Klassenerhalt ging es 1974 wieder runter in die Bezirksklasse. Dort trat der Spielclub allerdings nicht mehr an, da sich der Verein im Frühjahr 1974 der drei Jahre zuvor gegründeten SG Osterfeld anschloss. Diesem Verein trat im Jahre 1971 der langjährige Rivale des Spielclubs, der SV Osterfeld 06, bei.